# Scorpaena cookii
Scorpaena cookii är en fiskart som beskrevs av Günther, 1874. Scorpaena cookii ingår i släktet Scorpaena och familjen Scorpaenidae. Inga underarter finns listade i Catalogue of Life.